# Szpagietka bahamska
Szpagietka bahamska (Moringua edwardsi) – gatunek morskiej ryby węgorzokształtnej z rodziny szpagietkowatych (Moringuidae). Nie ma znaczenia użytkowego.
Występuje nad piaszczystym lub mulistym dnem w płytkich zatokach, w przybrzeżnych wodach morskich i słonawych środkowej części zachodniego Atlantyku – od Bermudów, Florida Keys i Bahamów po północne krańce Ameryki Południowej.
Ciało szczupłe, silnie wydłużone, w przekroju cylindryczne. Osiąga przeciętnie 20–30 cm, maksymalnie 50 cm długości całkowitej. Charakterystyczną cechą jest wystająca żuchwa. Oczy, zwłaszcza samców, bardzo małe. Linia boczna pełna, ciągnąca się do nasady ogona. Samice mają większe płetwy piersiowe.
Szpagietka bahamska jest związana ze środowiskiem raf. Zagrzebuje się w podłożu lub pływa szybko i zwinnie przy dnie. Żywi się bezkręgowcami pobieranymi z dna. Miejsce rozrodu nie jest znane. Rozprzestrzenienie larw sugeruje, że tarło odbywa się w rejonie Karaibów.